# Pierre-Marie-Auguste Picot de Peccaduc
Pierre-Marie-Auguste Picot de Peccaduc, (o de Peccadeuc), poi barone von Herzogenberg (Grand-Fougeray, 13 febbraio 1767 – Vienna, 15 febbraio 1834), è stato un nobile e militare francese.
Emigrato durante gli anni della grande rivoluzione francese, combatté a fianco delle truppe delle coalizioni antifrancesi e dei realisti.

## Biografia

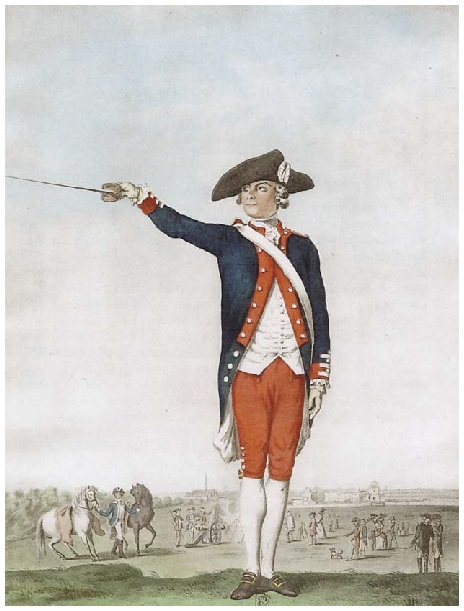
Picot de Peccaduc come cadetto della scuola militare reale a Parigi.

Nato a Grand-Fougeray, nell'Ille-et-Vilaine, il 13 febbraio 1767, era il quarto dei sei figli del consigliere del Parlamento di Bretagna, il conte Pierre-Jean-Baptiste Picot de Peccaduc (1733-1792), e di sua moglie Angélique-Marguerite de La Cheviére. Fu battezzato il giorno stesso in cui nacque. Aveva tre sorelle maggiori e due fratelli minori.
Il 4 giugno 1781, dopo essere stato a Tiron, ricevette la sua formazione presso la scuola militare reale di Parigi, insieme a Napoleone Bonaparte e Antoine de Phélippeaux. A seguito della riorganizzazione della scuola, effettuata il 26 maggio 1784 dal maresciallo di Francia, il marchese de Ségur, i cadetti furono divisi in compagnie di quattro plotoni e il conte de Peccaduc fu nominato comandante di uno di essi, con il grado di sergente maggiore. Era uno studente eccezionale, il migliore della scuola, mentre Phélippeaux era il numero due e Napoleone il numero tre. Secondo il mito napoleonico, a un certo punto durante le ore di studio, essendo seduto in mezzo a loro, si intromise fra Napoleone e Phélippeaux, per impedire loro di darsi calci sotto il tavolo e, di conseguenza, ricevette dei colpi furiosi da entrambi e aveva le gambe nere. Il 21 settembre 1785, all'età di 18 anni, si diplomò con uno dei migliori risultati e, il 1º novembre, fu rilasciato in servizio attivo come sottotenente del reggimento di artiglieria di Metz.
Ufficiale realista, fedele all'ancien régime e quindi ostile alla rivoluzione, nel 1791, come la maggior parte dei suoi ex compagni di classe che avevano giurato fedeltà solo al re Luigi XVI, emigrò dalla Francia con i suoi due fratelli, Placide ed Henry-René-Marie, e uno zio, e si unì alle truppe del conte d'Artois, di stanza ad Ath. Il padre rimase in Francia e cadde vittima della rivoluzione nel 1792, anche se la causa della morte non è chiara dai documenti sopravvissuti. Come parte dell'esercito del principe di Condé in esilio, partecipò alla campagna 1792-1793 sul Reno. Con il grado di capitano, comandò i cannonieri del reggimento di fanteria emigrati di Rohan, quindi trasferito all'esercito austriaco e combatté costantemente contro i suoi compatrioti nelle file degli interventisti. Il 23 agosto 1793 si distinse in battaglia a Berzgabern, dove fu gravemente ferito mentre difendeva una batteria di artiglieria. Il 29 gennaio 1794 ricevette una favorevole certificazione dal maggiore generale barone von Hotze e, dopo essersi ripreso, entrò in servizio austriaco nel 1797 come capitano di artiglieria.
Divenuto maggiore di fanteria il 1º settembre 1805, partecipò alla campagna del 1805 contro i francesi. Il 19 ottobre 1805, fu catturato durante la resa delle truppe del feldmaresciallo-tenente barone von Mack a Ulm, ma dopo un po' fu rilasciato. Tenente colonnello il 18 maggio e colonnello il 27 maggio, durante la campagna del 1809, fu catturato nuovamente nella battaglia contro il III corpo del maresciallo Davout il 9 aprile a Thann e nuovamente rilasciato. Nel 1810, non era disposto a cambiare fronte e perciò, durante un loro incontro, rifiutò l'offerta di Napoleone di tornare in Francia.
Il 18 giugno 1811 ricevette la cittadinanza austriaca e gli fu conferito il titolo di barone von Herzogenberg. Nel 1812 prese parte alla campagna di Russia come colonnello, ma nell'altro schieramento rispetto a suo fratello minore Henry-René-Marie, che, a differenza di lui, si avvicinò alla Francia napoleonica nel periodo dal 1808 al 1814. Partecipò alle campagne di liberazione del 1813-1814. Divenuto maggiore generale il 26 luglio 1813, combatté a Dresda e Kulm, e fu gravemente ferito in queste scaramucce. I due fratelli combatterono entrambi sul teatro di guerra sassone, su fronti opposti, ma a quanto pare non si erano incontrati.
Nel 1814, agli ordini di Schwarzenberg, entrò a Parigi con le truppe vittoriose degli alleati e, da marzo a maggio, fu uno dei tre comandanti della città, assieme a quelli degli eserciti russo e prussiano: aveva chiaramente superato il trionfo di Phélippeaux sul loro ex compagno di banco Napoleone ad Acri nel 1799. Nel 1815 partecipò alla seconda campagna in Francia e, dopo la fine delle ostilità, ricoprì la carica di comandante di Châtillon. Pur contrario alla monarchia costituzionale, non fu mai ostile al governo legittimo dei Borboni.
Dal 21 aprile 1820, dopo gravi tumulti ivi scoppiati, fu direttore locale dell'accademia imperiale e reale di ingegneria di Vienna. Era severo e distaccato nei confronti degli studenti, ma si guadagnava rispetto e fiducia e lavorava con l'esempio, e fu in grado di portare la situazione sotto controllo. Nel 1821, fu anche nominato capo della scuola di cavalleria Maria Teresa a Vienna. Nel 1822, divenne ciambellano dell'imperatore d'Austria e, il 3 marzo, capo del 25º reggimento di fanteria "Barone von Herzogenberg. Il 18 giugno 1827, fu luogotenente-feldmaresciallo del servizio austriaco.
Morì a Vienna il 15 febbraio 1834, all'età di 67 anni, dopo una straordinaria carriera militare.

## Discendenza
Nel 1814, dopo la fine della guerra, sposò la contessa Anna (Fanny) Sedlnitzky von Choltitz (1789-1819), dalla quale ebbe due figli, Auguste (1815-1846) e Joséphine Picot de Peccaduc. I suoi discendenti includono il famoso compositore austriaco Heinrich von Herzogenberg.

## Nella cultura di massa

### Cinema
- Napoleone (1927), interpretato da Petit Roblin.